# Marbas

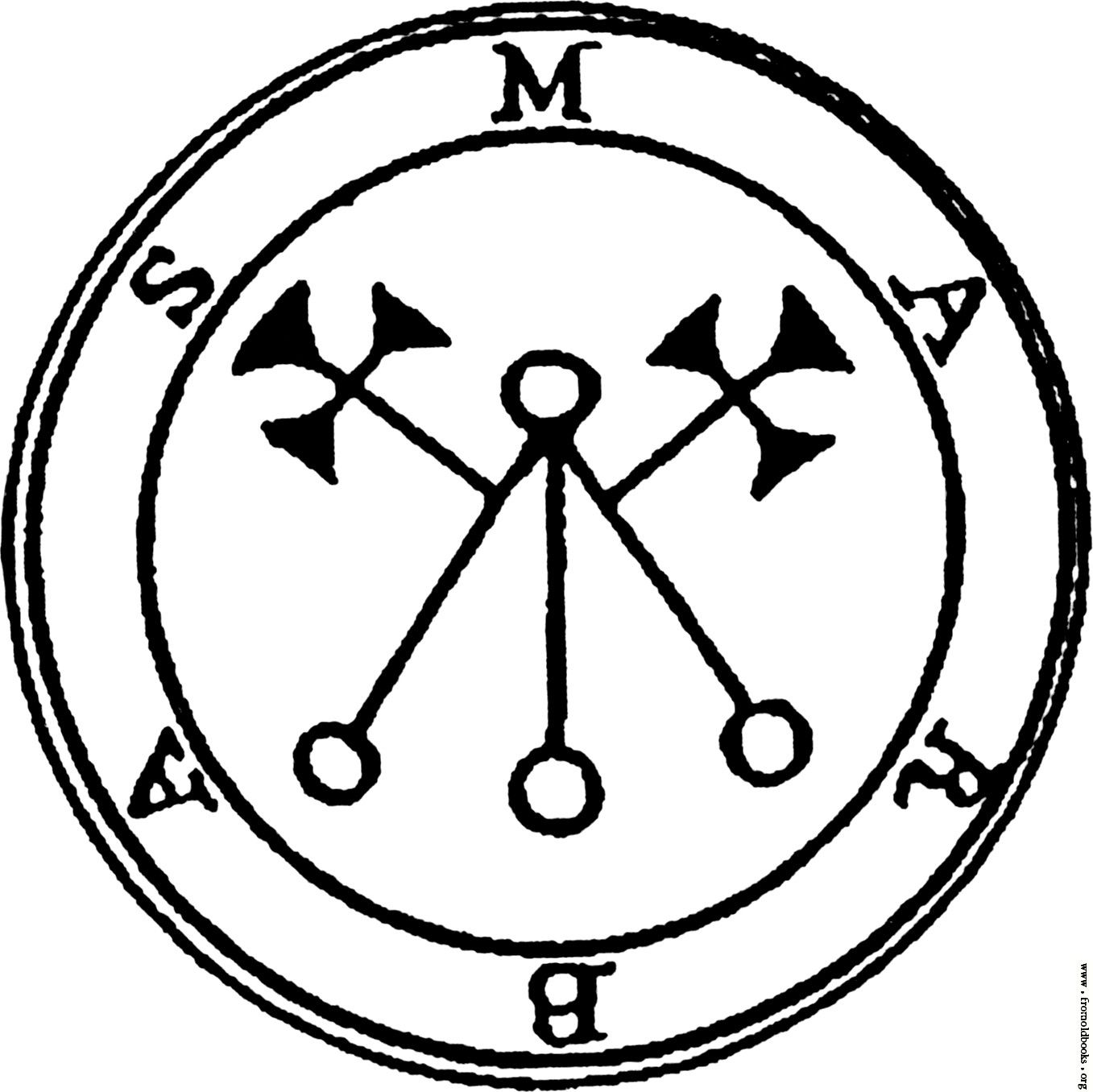
Pieczęć Marbasa wg Goecji Crowleya i Mathersa.

Marbas – w tradycji okultystycznej, demon, przywódca (prezydent) piekła. Znany również pod imieniem Barbas. Rozporządza 36 legionami duchów. W Sztuce Goecji jest piątym, a w Pseudomonarchii Daemonum trzecim duchem.

## Wdemonologii
By go przywołać i podporządkować potrzebna jest jego pieczęć, która według Sztuki Goecji powinna być zrobiona z rtęci. 
Opowiada o rzeczach ukrytych i trzymanych w tajemnicy. Potrafi sprowadzać i leczyć choroby. Może również obdarzyć przyzywającego wielką mądrością oraz wiedzą na temat mechaniki. Jego dodatkową cechą jest możliwość przeobrażania ludzi.
Ukazuje się pod postacią wielkiego lwa, jednakże na rozkaz przyzywającego może przyjąć ludzką postać.